# Perizoma rufistrota
Perizoma rufistrota là một loài bướm đêm trong họ Geometridae.